# Comuna de Miedźno
Miedźno (polaco: Gmina Miedźno) é uma gminy (comuna) na Polónia, na voivodia de Silésia e no condado de Kłobuck. A sede do condado é a cidade de Miedźno.
De acordo com os censos de 2004, a comuna tem 7557 habitantes, com uma densidade 66,8 hab/km².

## Área
Estende-se por uma área de 113,17 km², incluindo:
- área agricola: 52%
- área florestal: 42%

## Demografia
Dados de 30 de Junho 2004:
|                      | Total   | Total | Mulheres | Mulheres | Homens  | Homens |
| -------------------- | ------- | ----- | -------- | -------- | ------- | ------ |
|                      | pessoas | %     | pessoas  | %        | pessoas | %      |
| População            | 7557    | 100   | 3823     | 50,6     | 3734    | 49,4   |
| Densidade (pop./km²) | 66,8    | 100   | 33,8     | 33,8     | 33      | 33     |

De acordo com dados de 2002, o rendimento médio per capita ascendia a 1393,6 zł.

## Subdivisões
Borowa, Izbiska, Kołaczkowice, Mazówki, Miedźno, Mokra, Ostrowy, Rywaczki, Wapiennik, Władysławów.

## Comunas vizinhas
- Kłobuck, Mykanów, Nowa Brzeźnica, Opatów, Popów